# Oswaldia glauca
Oswaldia glauca là một loài ruồi trong họ Tachinidae.